# Mikhail Radionov
Mikhail Semenovich Radionov, né le 9 septembre 1984 à Simferopol, est un ancien coureur cycliste ayant pratiqué à la fois sur la piste et sur la route, au sein de l'équipe Kolss. Né en Ukraine, il prend la citoyenneté russe en 2013.

## Palmarès sur piste

### Championnats d'Europe
| Édition / Épreuve | Américaine                   |
| Pruszków 2010     | Bronze (avec Sergiy Lagkuti) |
| Granges 2015      | Argent (avec Andrey Sazanov) |

### Championnats nationaux
- Champion de Russie de course à l'élimination : 2014